# 塔加爾文化
塔加爾文化（英語：Tagar culture，Tagar 發音為/təˈɡɑːr/），銅器時代的考古文化，文化屬於塞迦人，活躍年代在公元前8世紀至前1世紀。生活區域在南西伯利亞，今俄羅斯聯邦哈卡斯共和国，克拉斯諾亞爾斯克邊疆區南部，至於克麦罗沃州東部一帶。最早在米努辛斯克附近，葉尼塞河流域中的一座島嶼發掘，以這個地方命名。這個文化遺址中，出土了古代歐亞大陸最大的銅器鑄造中心。

## 歷史

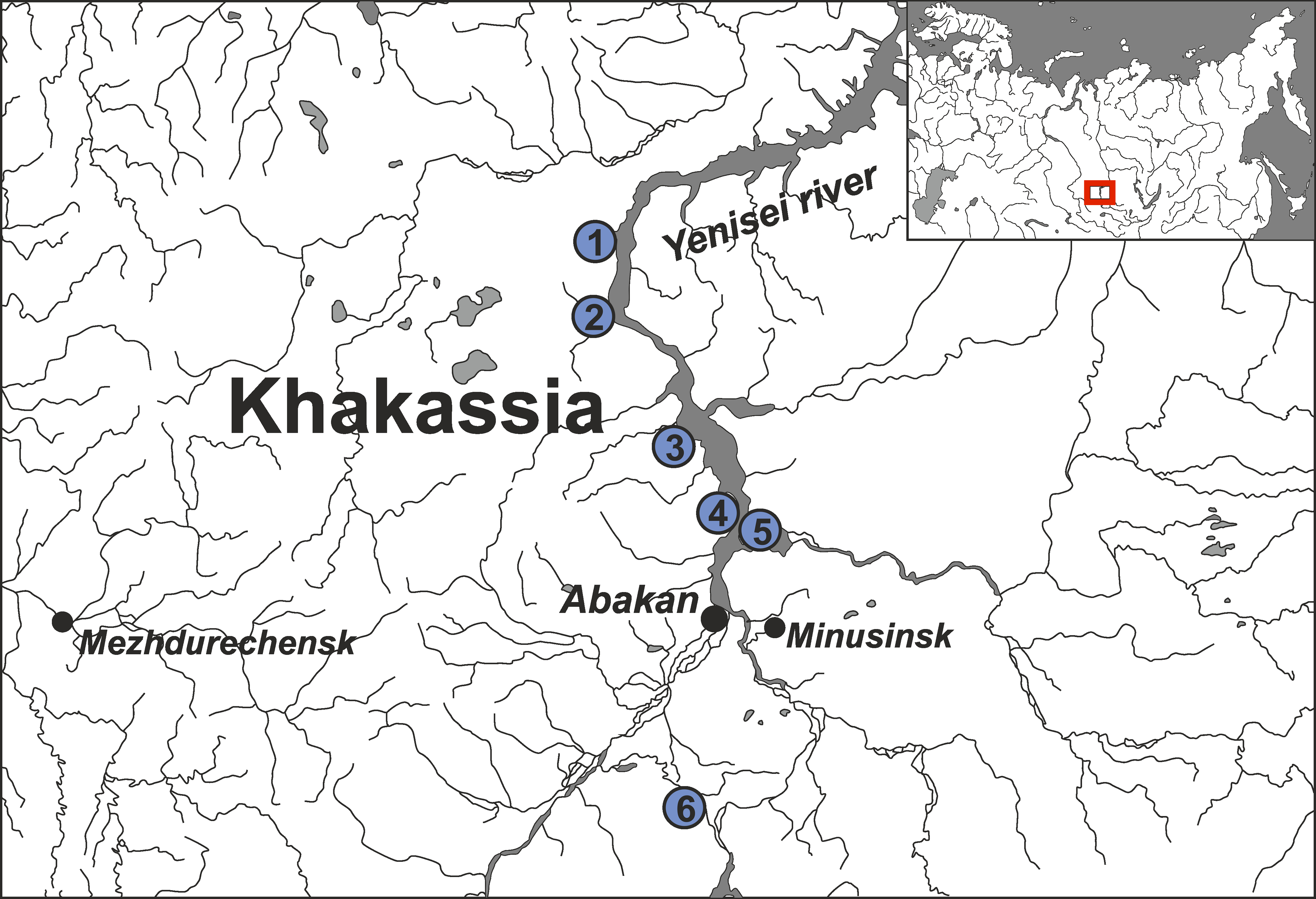
塔加爾文化部份遺址所在

接續在卡拉蘇克文化之後出現 ，一般認為繼承了安德罗诺沃文化，與印度-伊朗人連結在一起。但說突厥語的丁零也被包括在這個文化中。塔加爾文化的居民混合了歐亞大陸西方與東方兩支先祖，在進入鐵器時代後，來自東部歐亞大陸的東亞血統逐漸增加。
在公元前2世紀開始，匈人的影響增加，一般認為與匈奴帝國的興起有關。在米努辛斯克盆地發掘的泰辛斯基文化（Tesinsky culture），年代為公元前1世紀至公元1世紀。結合了塔加爾文化，匈奴及鮮卑文化，它的貴族文化可以被上追到塔加爾文化時期。
在公元1世紀後，被塔施提克文化取代。

## 研究歷史
1772年，俄國考古學家Daniel Gottlieb Messerschmidt在米努辛斯克盆地進行發掘，陸續發現了這些遺址。他與菲利普·約翰·馮·史托蘭伯最早指出塔加爾文化與更西邊的Scythian cultures之間的相似之處。

## 基因研究
在2020年發表的一份研究，認為塔加爾文化的居民，基因 70% 繼承自辛塔什塔文化，25% 繼承於古代東北亞人（ANA）在貝加爾湖活動的狩獵採集民，有 5% 來自於巴克特里亞·馬爾吉阿納文明體。